# Osasio
Osasio là một đô thị ở tỉnh Torino trong vùng Piedmont, có vị trí cách khoảng 25 km về phía tây nam của Torino, nước Ý. Tại thời điểm ngày 31 tháng 12 năm 2004, đô thị này có dân số 785 người và diện tích là 4,5 km².
Osasio giáp các đô thị: Castagnole Piemonte, Virle Piemonte, Carignano, Pancalieri, và Lombriasco.